# Good Girl Art
Good Girl Art (GGA ) és un estil d'obra d'art que representa dones que apareixen principalment en còmics, tires còmics i revistes pulp. El terme va ser encunyat per l'American Comic Book Company, apareixent als seus catàlegs de comandes per correu des dels anys 30 fins als 70, i és utilitzat pels experts en còmics moderns per descriure la versió hipersexualitzada de la feminitat representada als còmics de l'època.

## Història
L'autor de ciència-ficció Richard A. Lupoff va definir l'art de les Good Girl Art com:
| «                    | Una il·lustració de portada que representa una dona jove atractiva, generalment amb poca roba escassa o ajustada, i dissenyada per a l'estimulació eròtica. El terme no s'aplica, és a dir, es refereix a la moralitat de la noia protagonista, que sovint és una pistolera, una noia dura o una temptadora malvada. | » |
| — Richard A. Lupoff, | |   |

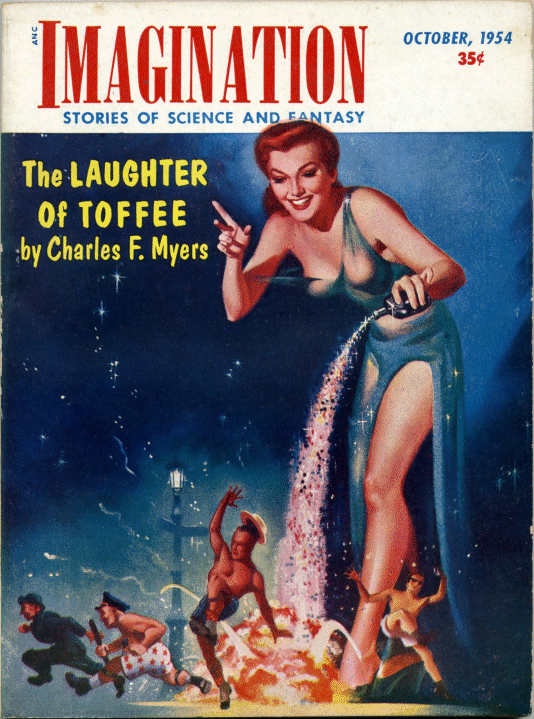
Exemple de Good Girl Art, Portada de la revista Imagination de 1954.

La popularitat de Good Girl Art va assolir el màxim als anys 40 i 50 quan l'estil va guanyar el favor dels homes joves, especialment dels militars nord-americans, per als quals els còmics van servir com una oportunitat per "mirar les noies". Els principals artistes del moviment inclouen Bill Ward (conegut pels seus còmics Torchy) i Matt Baker, que va ser un dels pocs afroamericans que va treballar com a artista durant l'Edat d'Or dels còmics.
Durant aquest període, GGA també va trobar el seu camí a les tires còmiques dels diaris. Un dels primers exemples del Good Girl Art va ser Invisible Scarlet O'Neil de Russell Stamm, un superheroi sovint representat en roba interior.
L'ús de la frase s'ha ampliat des d'aleshores per indicar un estil d'obra d'art en què els personatges femenins dels còmics, dibuixos animats i portades de revistes digest, paperbacks i revistes pulp es mostren de manera gratuïtament provocativa o suggeridora (i de vegades molt improbables) situacions i ubicacions, com ara l'espai exterior. L'obra d'art de vegades implica escenaris d'esclavitud o de donzella en perill.
Dos creadors de GGA per a portades de revistes de ciència-ficció van ser Earle Bergey (Startling Stories, Thrilling Wonder Stories ) i Harold W. McCauley (Imagination, Fantastic Adventures). A la ficció pulp dels anys 70, Hector Garrido va dibuixar les portades dels llibres de GGA de la sèrie de thriller d'espies The Baroness de Paul Kenyon i les novel·les d'aventures masculines d'aventures pulp de Warren Murphy i Richard Sapir .
El 1985, Bill Pearson va editar i publicar Good Girls, una col·lecció d'obres d'art per ell mateix, Vince Alascia, Richard Bassford, John Beatty, Stan Drake, Brad W. Foster, Frank Frazetta, Frank Godwin, VT Hamlin Roy Krenkel, Bob McLeod, Ed Paschke, Willy Pogany, Trina Robbins, Wally Wood, Mike Zeck i altres.
Entre 1990 i 2001, AC Comics va publicar 19 números de Good Girl Art Quarterly de Pearson (incorporant diversos números de Good Girl Comics ), amb una barreja de fotos i còmics nous amb reimpressions d'històries vintage. Altres artistes de la sèrie inclouen Nina Albright, Dick Ayers, Frank Bolle, Gill Fox, Jack Kamen, Bob Lubbers, Pete Morisi i Bob Powell.